# ヘラクレスオオカブト
ヘラクレスオオカブト（学名: Dynastes hercules）は、コウチュウ目（鞘翅目）コガネムシ科カブトムシ亜科カブトムシ族オオカブト属 Dynastes に属する昆虫の一種である。中央アメリカから南アメリカ、および小アンティル諸島に分布する。
世界で最も全長が長くなる甲虫としてギネス世界記録に認定されている種である。また世界で最も有名な昆虫の一つとも言われる。カブトムシおよび甲虫としては世界最大の種として著名で、最大個体はオスの成虫の場合、全長180 mm以上に達する。種小名 hercules はギリシア神話最大の英雄ヘラクレスに由来する。

## 形態
成虫の体色は全体が黒色だが、オスの場合は上翅全体が泥黄色から黄褐色、またはオリーブグリーンになることが多い。メスの場合は上翅の側縁から末端までがオスの上翅とほぼ同じ色調になるが、稀に全身黒くなる個体も確認されている。
オスは頭部と胸部にそれぞれ長い角を有する。カブトムシ類に限らず、甲虫類全体で見ても世界最長の種とされ、胸角を含めた全長は最大180 mmを越える。
カブトムシ族共通の特徴として、メスの成虫には角がない。メスは頭楯前縁がやや幅広く弧状に湾入し、その両端には2本の小突起のようなものがあるほか、前頭中央にも三角形の小突起が1つある。

### 最大記録
自然界において確認されている最大個体は、1932年にフランス領グアドループ島で採取された原名亜種 D. h. hercules のオス成虫（体長172.7 mm）である。
クワガタムシ・カブトムシの専門誌『BE・KUWA』誌上で種・亜種ごとに最大記録の集計を行っているむし社の調査によれば、2025年時点で記録されている飼育下における体長（頭角もしくは胸角の先端から上翅先端までの長さ）が最大の個体は、台湾の昆虫専門店「愛森螗甲蟲生物館」の黃聖堯が作出した原名亜種の184.3 mmで、先代記録は岡山県真庭市のブリーダーchaser1106(アートオブヘラクレス)こと池元隆通が作出した原名亜種の183.5 mmである。後者の種親のうち父親（オス）はHirokaこと河野博史から購入した175.5 mmの個体である。河野博史はそれ以前にも2015年 (171.0 mm) 、2017年 (174.2 mm) 、2022年（182.8 mm）と3度にわたって最大記録を樹立したことがあり、これまでの最大個体の更新歴は2022年からさかのぼると、181.0 mm / 2018年（松田健治）、174.2 mm / 2017年（河野博史）、171.8 mm / 2016年（河野光伸）、171.0 mm / 2015年（河野博史）、167.7 mm / 2011年（河野光伸）、165.3 mm / 2010年（河野光伸）、164.2 mm / 2009年（河野光伸）、163.6 mm / 2008年、159.7 mm / 2005年、150.5 mm / 2003年である。2003年時点では亜種オキシデンタリス (155.0 mm) が、2005年時点では亜種リッキー (165.2 mm) がそれぞれ原名亜種ヘラクレスの最大記録を上回っていたが、後者の記録は2011年時点でも更新されておらず、同年に原名亜種の167.7 mmが発表されたことで原名亜種の最大記録がリッキーのそれを上回った。一方で大型の蛹は羽化に失敗したり、羽化してもすぐに死亡したりするケースが多いとされ、2025年の記録更新個体も羽化後数日で死亡している。

### 角
オスの頭角は上方に緩やかに湾曲し、先端は細くて丸みを帯びる。頭角の背面側には小突起（頭角突起）があり、先端部とその手前に2個の突起が、基半部にも2 -3個、もしくは1 - 2個の突起があるが、産地や個体によって異なる。頭角突起は小型個体ほど減少する傾向にある。
胸角には中央から基部付近にかけ、1対の短い三角形状の突起（胸角突起）があり、大型個体ほど先端寄りに位置する傾向がある。また胸角の下には最先端部を除き、ブラシ状の黄色い毛が密に生えている。頭角はヘラクレスオオカブトは相手の腹の下に胸角を入れ、頭角と挟み、持ち上げて投げる。胸角の内側に生えている毛は滑り止めの役目を持つ。
産地や亜種によって様々な形状の特徴があり、胸角の太さや頭角突起の形状などで亜種を判断できるが、中には産地の重なる亜種もあり、特徴の目立たない個体もいる。小型の個体だと、胸角や頭角の特徴による判別は非常に困難となる。

### 上翅
オスの上翅は通常は泥黄色から黄褐色であるが、オリーブグリーンの個体や、稀にかすかに青っぽくなった灰白色の個体（ブルーヘラクレス、後述）も確認されている。また上翅には不規則で丸みを帯びた黒い斑点があるが、これらはあまり大きくならない。黒い斑点の大きさや数、また全体の色合いの濃さなどには個体差、および亜種ごとの違いがある。なお、会合部付近には黄土色の微毛が生え並んでいる。
ヘラクレスオオカブトの上翅は、生体時には体内の水分量が多いと黒くなり、少ないか乾燥した環境に置かれている場合は黄色系の色になる。面を厚さ約0.5ミクロンの透明なキューティクル層が覆っており、その下のキチン質には無数のひび状の溝や、黄色いスポンジ構造のキューティクル層で満たされた微小な穴があり、多孔質構造になっている。この多孔質の表面が水分や油質の液体を吸収すると上翅が黒くなる。このように黒くなる性質はヘラクレスオオカブト以外の Dynastes 属のカブトムシにも見られるが、同属のネプチューンオオカブト D. neptunes やサタンオオカブト D. satanas の上翅は常に黒い。
前翅は湿度が高いと黒褐色だが、湿度が下がると黄褐色が濃くなる。また、油脂などの付着や栄養状態によっても黒褐色になる。飼育下では湿度が高くなったり、餌などの付着による汚れ、高栄養な餌による栄養状態の飽和や湿度の高さにより、黒くなった状態になることが多いようである。一般に知られている黄褐色の本種のイメージは、乾燥時に写真が撮影されることが多いためである。死後数年経過した標本でも上翅が黒いままの個体もあり、色彩変化には水分量以外の影響が存在することを指摘する声もある。

## 生態
中央アメリカから南アメリカの熱帯の雲霧林に断続的に分布する。低地にも少なからず生息するが、大型になる亜種、また大型の個体は標高1,000 - 2,000 mの高山帯にしか見られない。生息環境は湿潤な森林である。成虫は主に夜間、特に日没後2時間以内の時間帯に活発に飛翔する。成虫は広葉樹の樹皮や果実を自ら傷つけて樹液や果汁を吸汁するが、休息も兼ねており、飛翔などの活発な活動は夜間に限られる。生息地の付近に灯火などの光源があればしばしば飛来する。ヘラクレスオオカブトは熱帯雨林に生息するため、野生個体の観察は困難であり、夜間に灯火に飛来したものが採集されることが多い。
幼虫は腐食した樹木の中で、腐食材を食べて成長する。オスは頭部で2 kg近い重量を持ち上げることができる。
朽木や腐葉土の中で1年半-2年程かけて成長する。飼育下では1年半で羽化することも多い。オスでは蛹化前に体重100gを超えることも珍しくない。2025年に発表された全長184.3 mmのオス成虫の場合、3齢幼虫時に最後のエサ交換を行った時点では体重185 g、蛹時点の体重は149 g、蛹時代の胸角の長さは129 mmだったという。また河野博史は体重200 g以上に達する巨大な幼虫を複数育成したが、そのほとんどは羽化不全に終わったという。
羽化後は成熟まで3 - 6か月ほど要する。樹液や腐った果実を好み、それらを求めて地上を移動する。成虫の期間も長く、1年から1年半ほど生きる個体もいる。
雨が降った後に活動が活発になる。現地には四季がないため一年を通して見られるが、採集例は8月、12月の雨季に多いようである。
日本に外国産のカブトムシが輸入されるようになる以前は、闘争ではヘラクレスオオカブトよりコーカサスオオカブトの方が強いのではないかと言われていたが、『BE・KUWA』 (2009) はコーカサスオオカブトの角は敵を挟み込んで投げ飛ばせる形状ではないことから、実際にはコーカサスオオカブトよりヘラクレスオオカブトの方が強く、「世界最強のカブトムシ」に相応しいと評している。また体が大きい方がより闘争に有利であるとされる。
生息地である雲霧林は乾燥していると明い色、湿っていると暗い色に変化するので、湿度によって変色する前翅は保護色となる。

## 飼育
基本的には日本のカブトムシと変わりない。ただし、大型のカブトムシ全般に言える事だが、幼虫・成虫共に日本産のカブトムシよりも多い量の餌を食べる。量の問題と、角が邪魔になる関係で、餌となる昆虫ゼリーは大容量の物がよい。果物を餌として与える場合は、バナナが基本として、リンゴも食べると言われており、スイカのように水分を多く含む果物や野菜は、体調を崩すリスクがあるため避けるべきとされている。
成虫の雄は飼育スペースが狭いとストレスで寿命が短くなってしまう。また、性質は基本的に温和ではあるものの、餌の取り合いなどでけんかになるケースもあるため、多頭飼育は推奨されず、単独飼育が推奨される。
胸角と頭角で挟む力は非常に強く、指など挟まれないように注意する必要がある。
幼虫の期間はオスとメスとで異なり、メスの場合は1年 - 1年半ほど、オスの場合は1年半 - 2年ほどを要する。この期間は飼育温度によっても変化し、温度が高いほど幼虫期間は短くなる傾向にある。餌もカブトムシより発酵したものを好む。蛹室は横に長いため、飼育容器の大きさや形にも考慮する必要がある。幼虫の餌に牡蠣などの貝殻を粉状にして（石灰などは毒となるので使わない）混ぜて与え続けると、成虫になったときに前翅が青白くなる。
昆虫愛好家に高額で売れるため、原産地ではない日本では養殖して販売する事業者もある。秋田県では、シイタケ栽培で使い終わった菌床で幼虫を育てている。
本種はコーカサスオオカブトほど凶暴では無いものの、ごく稀にオスがメスを挟んで殺害してしまう事故も発生しているため、交尾の際には注意が必要である。

## 亜種

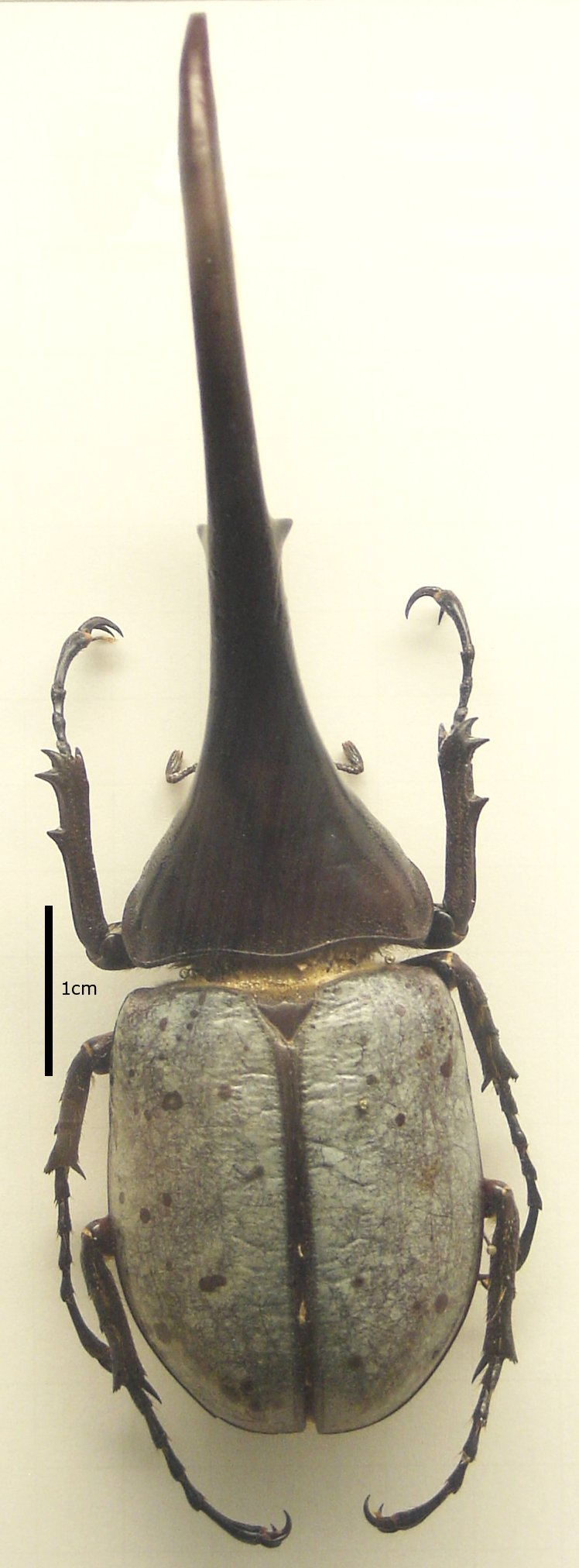
原名亜種（D. h. hercules）

ヘラクレスオオカブトは2015年時点で13亜種に分類されている。各亜種はオスの胸角の太さ、突起の位置、前翅の色、体毛の色などにより区別することができる。和名では原名亜種 D. h. herculres はヘラクレス・ヘラクレス、亜種リッキー D. h.lichyiはヘラクレス・リッキーなどのように、各亜種ごとにヘラクレス・（亜種名）と呼称される。
なお2003年にはネブラスカ大学の教授 B. C. Ratcliffe により、全ての亜種をシノニムとする説が発表された。この学説は、ヘラクレスオオカブトの亜種として記載された個体群たちの中に他地域の亜種とされる個体群と区別できない形態のものが存在することや、 lectotype （後模式標本）に指定された個体の産地を完全に決定できていないという見解を示した上で、仮に lectotype の産地が決定できたとしても、2つの異なる形態群（島嶼型と大陸型）程度しか認められず、同年時点で用いられていた亜種名は再検討されるべきだという学説である。しかしむし社発行の『BE・KUWA』では、南アメリカ大陸産・小アンティル諸島産の個体群にそれぞれ著しい地域差があることから、この学説は参考程度にとどめている。また Ratcliffe が2013年・2015年に発表した著書では、2003年に発表した同学説以前から用いられている亜種分類を採用している。

### 原名亜種
ヘラクレス・ヘラクレス D. h. hercules (Linnaeus, 1758) は、ヘラクレスオオカブトの原名亜種（最も古く命名された亜種）である。同亜種はカリブ海に浮かぶ小アンティル諸島のうち、グアドループ諸島西部のバス・テール島、ドミニカ島に分布する。キューバ島やイスパニョーラ島からの報告もあるが、21世紀時点では疑わしいと考えられている。
野外個体における全長は全亜種で最も大きくなり、現存が確認されている野外最大個体は、1932年にグアドループで採集された172.7 mmのオス個体（St.Claude, 1932）である。
飼育下では全長180 mmを超える個体が記録されている。同亜種の胸角先端から後翅端までの体長（全長）は、オスは50 - 180 mmないし100 - 182.8 mm、メスは50 - 82 mmであり、オスが140 mm、メス65 mmが平均とされている。また、オスは最小で46.3 mmの個体が記録されている。和名が「ヘラクレス・ヘラクレス」となることから、愛好家の間では略して「ヘラヘラ」と呼ばれることがある。
グアドループ諸島産・ドミニカ島産の間に目立った差異はなく、それぞれを外見で見分けることはできない。オスの頭角は一様に湾曲しており、先端突起はやや強く湾曲するが、その先端はあまり尖らない。頭角先端手前の突起は短い三角形で、基部突起は普通2本だが、時に3 - 4本と多くなる。胸角は非常に長く、基部は極めて太く、ほとんど湾曲しない。胸角は比較的太いが個体差があり、太い個体にはパチセラス（pachyceras）、細い個体にはステノセラス（stenoceras）という型名がある。胸角突起は中央の少し基部寄り（頭角突起に比べて先端寄り）に位置し、三角形となる。前胸背の点刻は非常に小さく、まばらである。上翅は光沢が比較的強く、黄土色から少し青みがかったオリーブ色で、稀に青白くなる。上翅の黒い斑点はあまり大きくならず、シワ上の点刻は他の亜種より若干小さい。体毛は白黄色である。メスもオスと同様に体毛は白黄色だが、背面の体毛は赤褐色でやや長い。メスの小楯板の基部は点刻され、大部分は光沢が強い。雌の上翅のシワ状点は、他の亜種と比較すると若干小さく、側縁部では浅くなる。
グアドループ諸島では標高の高い地域があるバス・テール島にのみ分布しており、グランド・テール島には分布しない。これはグランド・テール島はヘラクレスオオカブトの生息に適した標高がなく、開発も進んでいるためと思われる。バス・テール島では標高300 m前後の場所に多く分布している。バス・テール島中部の Vernou というデータの標本個体を多く見かけるが、島内の広範囲に生息しているものとみられる。Vernou では普通種とされる。ドミニカ島でも沿岸部から内陸部まで幅広く分布しているが、標高400 m以上の場所に多い。ドミニカ島はグアドループに比べて森林深部まで開発が進んでいないことや、ヘラクレスオオカブトの生息地周辺には街灯が少ないことから、発見はグアドループに比べてやや困難と考えられる。現地を調査した山内英治によれば、いずれの産地でも1年中にわたって観察できるが、7月から9月ごろに発生のピークを迎えるという。
胸角が太く力強さを感じさせる体躯から、日本ではヘラクレスオオカブトの亜種の中でも特に人気が高く、飼育人口も多いとされる。2000年初頭に奈良県内の昆虫販売業者が「カリブ産」として同亜種の生体を多数輸入したが、この時はグアドループ産かドミニカ島産かは区別されていなかった。その後、産地が区分された上で販売されるようになったが、2017年時点で流通している個体はグアドループ産が主流で、ドミニカ島産は少なくなってきている。ただしグアドループ島では保護のため、1986年に海外輸出が禁止されていることから、石米亨 (2001) は流通している同亜種の大半はドミニカ島産であり、輸出禁止前にグアドループ島で採集された個体のラベル付き標本は法外な価格で取引されていると述べている。バス・テール島では採集も禁止されている。またドミニカ島では採集そのものは禁止されていないが、2001年時点ですべての動植物の国外持ち出しが禁止されている。2015年時点で日本に流通している個体はそのすべてが繁殖個体となる。
2002年ごろは同亜種は流通量が少なく高価であった。成虫の雌雄生体ペアの場合はオスの全長ごとに価格が変動するが、むし社の調査によれば同年10月時点では、オスが120 mm以上の場合は7万円から9万円以上、130 mm以上の場合は8万円から10万円以上が相場となっていた。当時は成虫・幼虫ともに東京都内の昆虫専門店でも非常に入手しづらく、インターネットオークションでの入手が主であったが、オスが148 mmである成虫の雌雄ペアが15万円近くで落札された例もあるという。その後、2015年時点では雌雄ペアの通常価格は8,000円から10万円程度であるとされている。むし社は2010年時点で、ヘラクレス・ヘラクレスは外国産カブトムシで最も飼育者数が多い種であろうと評している。

### その他の亜種
リッキー D. h. lichyi (Lachaume, 1985)
南アメリカ北東部（ベネズエラ北西部から南西部〈アラグア州、カラボボ州、バリナス州〉、コロンビア北部〈サンタンデール県、ボヤカ県、クンディナマルカ県〉、北部エクアドルの中央部〈ナポ県、モロナ・サンティアゴ県〉、ペルー中央部〈ワヌコ県 Tingo María〉、ボリビア北部及び中央部）に分布する。エクアトリアヌスに次いで広範囲に分布する亜種で、個体変異が多い。基産地はベネズエラの Rancho Grande で、亜種名はフランス人の Rene Lichy （リシ）に由来する。
体長はオス85 - 180.4 mm、メスは50 - 75 mmで、原名亜種・ヘラクレスに次いで大型化する。特にエクアドル産は大型個体が多いとされる。垂直分布をみると、標高500 - 2000 mを生息圏とするが、特に標高1500 m前後で最も個体数が多い。エクアドルではネプチューンオオカブトと生息域が重複し、競合関係になる場合もある。産地によって個体数が異なり、ボリビアでは特に少ない。
エクアドルでは、12月から翌年4月頃までが最も個体数が多いが、雨季などの気候条件により、発生ピークにはムラがある。灯火に飛来する個体の観察例が多いが、飯島和彦は、エクアドル・ナポ県にて、コルカと呼ばれる木の樹液に、本亜種が集まるのを観察している。
エクアトリアヌスとは標高で棲み分けているが、両亜種の生息地は隣接しているものと思われる。そのため、分布境界に近いエリアでは、ややエクアトリアヌスに似た特徴を持つ、亜種間の交雑個体と思われる個体が出現する場合がある。
オスの頭角はやや長く、直線的で、先端突起は強く湾曲し、先端手前の突起は大きな板状。頭角基部の突起は、一本の棒状で、その先端はやや尖る。オスの胸角の基部はあまり湾曲せず、突起は中央よりやや基部寄りに位置し、点刻は不安定ではあるが一般的にほとんどないか、あっても非常に小さい。前翅はやや濁った薄いオリーブ色から濁った黄褐色で、黒斑は不安定である。体毛は黄褐色で、オスの胸角では赤褐色である。
メスの背面の毛は比較的短く、メスの小楯板は基部を除いて点刻を欠く。
2001年時点では最も日本に輸入される標本数が多く、かつ博物館で展示されることも多い亜種だった。2002年ごろは原名亜種はまだ品薄で高価であったため、オキシデンタリスと並んで流通の多くを占めていた亜種だった。同年10月時点で成虫ペア（生体）の相場は、オス120 mm以上の場合は3万円から3万5000円以上、130 mm以上の場合は3万5000円から4万5000円、140 mm以上は5万円から6万円以上だった。その後、2015年時点では雌雄ペアの通常価格は8,000円から5万円程度とされている。生体はエクアドル・コロンビア両国からの流通が多く、次いでペルー産が多い一方、それ以外のベネズエラ産・ボリビア産の個体は、標本でもほとんど流通していない。岡村茂はリッキーについて、ヘラクレスオオカブトの中でも最も戦闘力が高い亜種であると評している。
エクアトリアヌス D. h. ecuatorianus (Ohaus, 1913)
アンデス山脈東部からアマゾン川上流域から中流域（コロンビア南東部〈プトゥマヨ県モコア〉、エクアドル東部〈ナポ県、パスタサ県〉、ペルー北東部、ブラジル西部〈アマゾナス州〉、ボリビア北部及び中央部）に生息する。最も広範囲に分布する亜種である。
体長はオス80 - 165 mm、メス55 - 73 mm。
本亜種はリッキーより低地に分布する。
オスの頭角はやや細長く、あまり強く湾曲せず、先端突起は細くて先端は尖る。頭角先端手前の突起は棒状で先端は尖り、基部の突起はやや細い棒状でその先端は尖る。胸角の基部は比較的太く、それほど強く湾曲せず、突起は基部寄りに位置し、点刻はほとんどないかあっても非常に小さい。前翅は光沢は鈍く、黄褐色から明るい黄色で、黒紋は不安定。体毛は赤い赤褐色で、胸角では黄褐色を呈し、尾節板では短い。小楯板は基部では点刻が強く、後半部ではこれを欠く。
亜種名は産地の国名、エクアドルに由来する。2002年10月時点で成虫ペア（生体）の相場は、オス110 mm以上の場合は4万円前後、120 mm以上の場合は5万円前後、130 mm以上の場合は6万円前後だった。
セプテントリオナリス D. h. septentrionalis (Lachaume, 1985)
中央アメリカ（メキシコ合衆国南部（チアパス州、シエラ・ノルテ山脈）、グアテマラ、ホンジュラス、ニカラグア、コスタリカ、パナマ北部〈カリブ海側の山塊〉）に生息する（おそらく中米全体に分布すると思われる）。2001年時点ではリッキーに次いで日本に輸入される標本数が多い亜種だった。
体長はオス70 - 158 mm、メス55 - 70 mm。
オスの頭角は長く、先端突起はやや強く湾曲し、先端手前の突起は棒状で先端は尖らず、基部の突起は1本の棒状で尖らない。胸角の基部は明らかに湾曲し、突起は基部に位置し大きく、点刻は小さくやや多い。胸角は細い。前翅は濁った黄褐色で、黒紋は比較的大きい。体毛は黄褐色で胸角では赤褐色。メスの背面の毛は短くて少ない。小楯板はほぼ全体が点刻でおおわれる。
亜種名は「北の」という意味。コスタリカの Alajuela では標高700 - 900 m付近に生息しており、5月から6月の雨季に多くの成虫が見られる。またロンコカルプ Lonchocarpus sp. の樹液に多く集まり、外灯には2時から3時ごろにかけて多く飛来するという。2002年10月時点では生体の入荷数が少なく、成虫ペア（生体）はサイズに関わらず10万円以上、幼虫1頭でも2 - 3万円程度が相場と見られていた。
オキシデンタリス D. h. occidentalis (Lachaume, 1985)
南アメリカ北西部（パナマ南部の太平洋側山塊、コロンビア西部〈バジェ・デル・カウカ県、チョコ県〉、エクアドル北西部）に生息する。
体長はオス70 - 164.2 mm、メス50 - 75 mm。
パナマではセプテントリオナリスとの中間型が出現しており、正確な分布境界があるか否かは不明である。オスの頭角は長くてやや直線的で、先端突起は強く湾曲し、先端手前の突起は少し小さい板状で、基部の突起は一本の棒状で先端はやや尖る。胸角の基部はセプテントリオナリスほどではないが湾曲し、突起は基部に位置し細長く、点刻はあまり多くなく小さい。胸角は細い。前翅はやや明るい黄色から黄褐色で、黒紋は不安定。メスの背面の毛の長さは普通。小楯板は後縁を除き点刻がある。
2002年ごろは原名亜種がまだ品薄で高価であったため、リッキーと並んで流通の多くを占めていた亜種だった。2002年ごろは原名亜種はまだ品薄で高価であったため、オキシデンタリスと並んで流通の多くを占めていた亜種だった。同年10月時点で成虫ペア（生体）の相場は、オス110 mm以上の場合は2万円から2万5000円以上、120 mm以上の場合は2万5000円から3万円以上、130 mm以上の場合は3万円から3万5000円以上、140 mm以上は4万円から5万円以上とされていた。
亜種名は「西部の」という意味。
トリニダーデンシス D. h. trinidadensis (Chalumeau and Reid, 1995)
トリニダード・トバゴ（トリニダード島、トバゴ島。また、グレナダ島にも生息するものと思われる？）に生息する。
体長はオス70 - 154.4 mm、メス55 - 65 mm。
オスの頭角はやや太短く、先端突起は短く、先端手前の突起は棒状。頭角基部の突起は普通1 - 2本で、ほぼ棒状でその先端はやや尖る。胸角の基部はやや太く、全体的に直線的で、突起は原名亜種・ヘラクレスよりも基部寄りに位置する。前翅、胸の点刻及び体毛は原名亜種・ヘラクレスとブリュゼニの中間型である。グレナダ島からも本亜種によく似た個体が得られており、今後の再検討が望まれている。
メスは不明。ブリュゼニと同じ亜種として処理する研究者もいる。
亜種名は産地のトリニダード島に由来する。2002年10月時点では生体はほとんど日本には輸入されておらず、体長80 mm台の小型個体標本でも5 - 6万円の値がつくとされていた。
ブリュゼニ D. h. bleuzeni Silvestre, 1996
ブレウゼニとも呼称される。ベネズエラ東部のボリバル州、ブラジル（ロライマ・パァラ）に分布する。体長はオス66 - 151 mm、メス55 - 66 mm。
オスの頭角はやや直線的で、先端突起は長く、先端手前の突起は棒状で、その先端はやや尖る。頭角基部の突起は2本で、その先端は尖る。胸角は基部でやや湾曲し、中央部では直線的。胸角突起は基部寄りに位置し、やや長めの三角形。胸の周辺の点刻は幅広く三つで粗い。前翅の光沢は鈍く、黄土色で黒斑は大きい。体毛は原名亜種・ヘラクレスに準ずる。メスは未調査。
前述のように、トリニダーデンシスを本亜種に含める研究者もいる。
亜種名はフランス人、Patrick Bleuzen（ブルザン）に由来する。2002年10月時点では日本にまだ輸入されていなかったと思われる。
パスコアリ D. h. paschoali (Grossi and Arnaud, 1993)
ブラジル北東部（バイーア州東南部、エスピリトサント州北東部）に生息する。全亜種中もっとも東南部に分布する。また最も標高の低い場所に生息する亜種とされ、バイーア州の Olivenca では海抜0 m付近で観察されている。ヘラクレスオオカブトの中では珍しい亜種とされる。
体長はオス85 - 149 mm、メス50 - 63 mm。
オスの頭角は前半部でやや強く湾曲し、先端突起はややフック上で、先端手前の突起は小さな三角形。頭角基部突起はないか、あっても非常に小さい。この特徴は後述のタカクワイにも共通するが、このような形態に進化した経緯は不明である。胸角は直線的で、突起は中央よりやや基部寄りに位置し、点刻は基部において幅広くそして多い。前翅は光沢がやや強く、リーブグリーンで黒紋はないかあっても小さい。体毛は白黄色で尾節板では短い。メスの体毛は白黄色。小楯板はハート形に点刻される。
亜種名は、命名者の一人であるブラジル人のGrossiの子息、Paschoal Coelho Grossi（パスコアル）に由来する。現地ではセハドール serrador （「木をボロボロにする」の意）や、ビコド　bicudo （「角が長い」の意）という名前で呼ばれている。2002年10月時点では日本にまだ輸入されていなかったと思われ、また2009年時点ではブラジルが昆虫採集に厳しい姿勢を取っていたことから、今後の日本への生体入荷は絶望的だろうと評されている。
タカクワイ D. h. takakuwai (Nagai, 2002)
ブラジル北部（ロンドニア州）に生息する。体長はオス70 - 142.1 mm、メス50 - 65 mm。
全亜種中で付属突起の発達が最も弱い。オスの頭角は一様に湾曲し細長く、先端突起も細長い。頭角先端手前の突起はほとんど消失するか棒状で、基部の突起はないかあっても痕跡程度。胸角は一様に湾曲し、基部ではいくらか上反し突起はほとんど消失するか小さい。前翅は褐色を帯びた黄土色でやや黒紋が大きい。胸の点刻はほとんどないかあっても非常に小さい。体毛は赤褐色。メスは2006年時点で知られていなかった。
亜種名は神奈川県立博物館（自然）の高桑正敏博士に由来する。2002年10月時点では日本にまだ輸入されていなかったと思われる。その後、2009年時点では基産地であるロンドニア州のプエンタブエノ Pimenta Bueno は開発が進んでおり、今後の採集は難しいだろうという報告がなされている。
モリシマイ D. h. morishimai (Nagai, 2002)
ボリビア西部（ラパス県中央）に生息する。他にボリビア中央部（コチャバンバ県及びユンガス地方のChapale）からもほぼ同様の個体が得られている。ボリビアの北部及び北東部の低地にはエクアトリアヌスが分布する。
体長はオス70 - 143.2 mm、メス50 - 60 mm。
一見バウドリー（レイディのバウドリー型とする考え方もある）のように、全体がコンパクトで力強い体つきである。オスの頭角は短く、垂直方向に幅があり、先端突起は短いが強く湾曲し、突起は2 - 4個持ち、先端手前の突起は棒状で、その先端はやや尖り基部は幅広い。胸角は光沢が強く、基半部では明瞭に窪み、非常に強壮で、前方半部では強く下方へ湾曲する。胸角突起は長い三角形で非常に強壮で基部近くに位置する。前翅の光沢は強く、黄色味を帯びた黄土色で黒色の紋は多い。胸の点刻は基部では幅狭く、前縁では幅広い。体毛は全亜種中もっとも黄色みが強い。メスは小型で全体に丸みがあり、黒色である。メスの体毛は黄色味が強い。小楯板の前方半分は密に点刻されるが、後方半分は光沢がある。
亜種名は栃木県宇都宮市のアブラムシの生態研究家・森島啓司に由来する。生息地はコカインの生産地や金鉱山、ゲリラの巣窟となっていたことから、地元の人々も立ち入ることが困難な危険地帯とされていたため、命名直後の2002年10月時点では生体・標本ともに日本にはほとんど輸入されていないと考えられていた。
トゥクストラエンシス D. h. tuxlaensis (Moron, 1993)
メキシコ合衆国南部（ベラクルス州のLos Tuxtlas、Santa Marta山塊）に生息する。
体長はオス62 - 80 mm、メスは未知。
小型の亜種で、全亜種中最も北に分布する。頭角は短く、中央付近で湾曲し、頭角先端突起はやや湾曲する。胸角の基部は明らかに湾曲し、突起は基部に位置しやや大きく、点刻は比較的粗い。前翅は汚黄色で、黒紋は小さい。毛は赤褐色。本亜種の記載以後、記載に使われた2オス以外には本亜種と認められる個体は2006年現在も未だに見ることができていないため、セプテントリオナリスと同亜種とみなす研究者もいる。
亜種名は産地、Los Tuxtlasに由来する。奈良オオクワセンターによれば、オス個体の標本3体（体長71 mm、79 mm、85 mm）を220万円で購入したという。
レイディ D. h. reidi (Chalumeau, 1977)
セントルシア島（Massacre及びRoseauなど）に生息する。
体長はオス60 - 112.6 mm、メス47 - 62 mm。
オスの頭角は比較的細長く、中央付近からやや強く湾曲し、先端付近は細長く、先端は尖る。また頭角先端手前の突起は小さな三角形で、基部突起は消失する。胸角は直線的であるが、小型では若干湾曲し、突起は基部寄りに位置し、やや長い三角形。胸の点刻は基部ではやや幅広い。前翅は原名亜種・ヘラクレスに酷似し、光沢が強く、黒紋は大きい。体毛は原名亜種・ヘラクレスに準ずる。メスは未調査。
最近になってバウドリーとの近縁関係が指摘されており、本亜種に統合されバウドリーは本亜種のタイプのひとつとする考えが広まっている。2002年10月時点では標本・生体ともほとんど流通していないとされていたが、2015年時点では雌雄ペアの通常価格は8,000円から2万円程度とされている。
バウドリー D. h. baudrii (Pinchon, 1976)
マルティニーク島に生息する。
体長はオス60 - 108 mm、メス50 -  60 mm。
レイディに比べると体が非常に強壮でオスの頭角は短く、先端突起は非常に小さく先端が丸まり、先端手前の突起は小さな台形または丸々などの特徴を持つ。最近になってレイディとの近縁関係が指摘されており、仮にレイディに統合されると本亜種の名はバウドリータイプ（バウドリー型。レイディのうち、頭角に突起があるタイプ）として残るのみとなる。マルティニーク島では法律で保護されている。
| 一般名               | 胸角の太さ | 胸角突起の位置 | 頭角先端の突起の形状 | 頭角基部の突起の有無 | オス(雄)のギネスサイズ |
| -------------------- | ---------- | -------------- | -------------------- | -------------------- | ---------------------- |
| ヘラクレス           | かなり太い | 中央           | 尖る                 | あり                 | 182.8 mm               |
| リッキー             | 普通       | 基部           | なだらか             | あり                 | 180.4 mm               |
| エクアトリアヌス     | 細い       | 基部           | 尖る                 | あり                 | 165 mm                 |
| セプテントリオナリス | かなり細い | 基部           | 尖る                 | あり                 | 158 mm                 |
| オキシデンタリス     | 細い       | 基部           | なだらか             | あり                 | 164.2 mm               |
| トリニダデンシス     | 太い       | 中央           | 尖る                 | あり                 | 154.4 mm               |
| ブリュゼニ           | 太い       | 基部           | 尖る                 | あり                 | 151 mm                 |
| パスコアリ           | 太い       | 中央           | 尖る                 | なし                 | 149 mm                 |
| タカクワイ           | 普通       | 基部           | なし                 | なし                 | 142.1 mm               |
| モリシマイ           | 普通       | 中央           | 尖る                 | あり                 | 143.2 mm               |
| トゥクストラエンシス | 細い       | 基部           | なだらか             | あり                 | 80 mm0                 |
| レイディ             | 不明       | なし           | なし                 | なし                 | 112.6 mm               |
| バウドリー           | 不明       | 不明           | 尖る                 | なし                 | 108 mm                 |

## ブルーヘラクレス

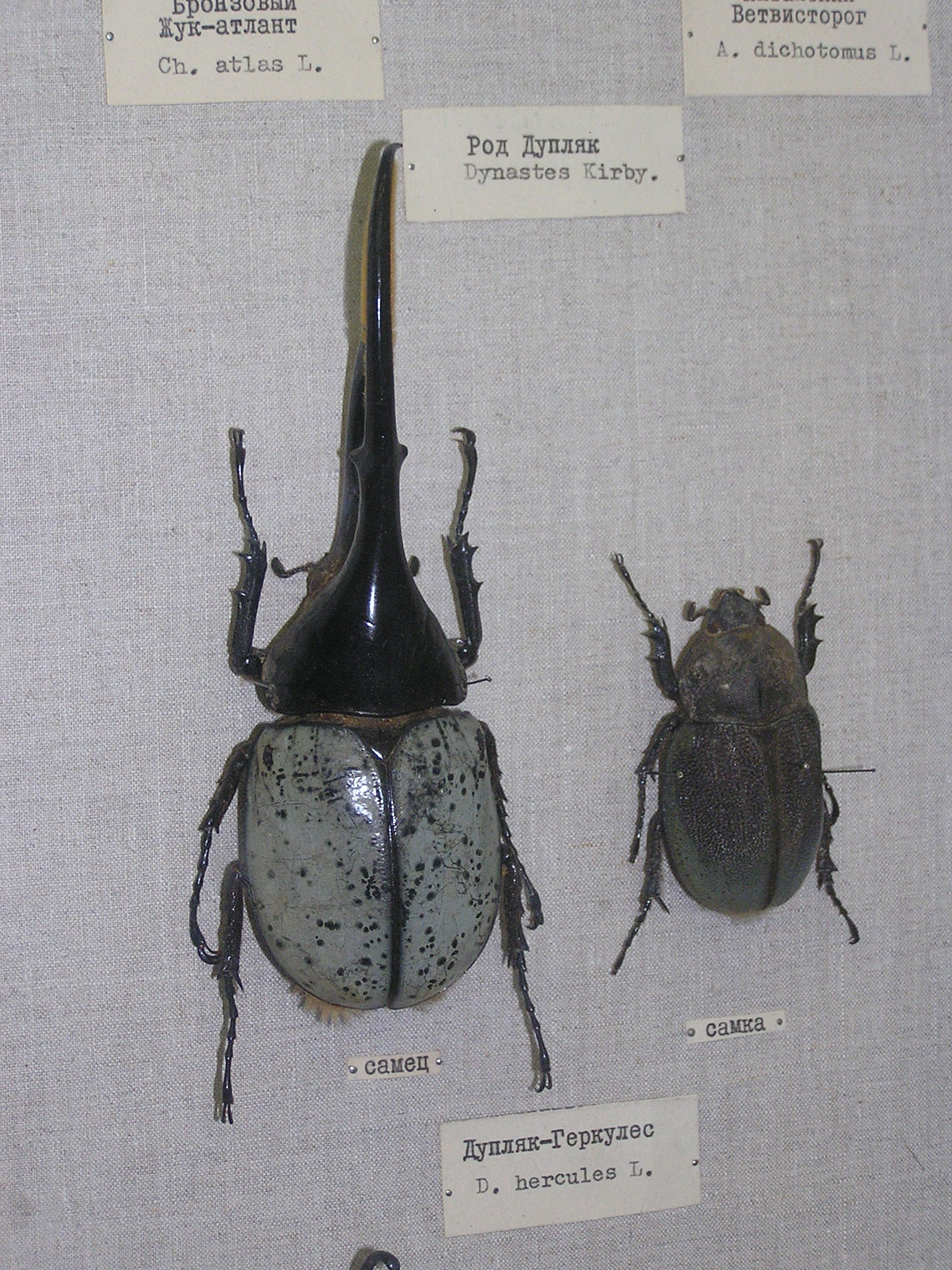
青いヘラクレスリッキーの雄と雌

稀に上翅が青みがかったグレーの個体が出現する場合がある。このような個体はブルーヘラクレスおよびブルータイプと呼ばれ、日本では生体・標本ともに珍重されている。トレーディングカードアーケードゲーム『甲虫王者ムシキング』で「ヘルクレスリッキーブルー」というムシキングカードが登場して以降、このような名称が定着するようになったとされる。ただし「リッキー」は亜種名であり、亜種・産地を問わずブルー個体は出現しうる。また体の大小に関係なく発生するとされる。
永井信二 (2002) はブルーヘラクレスの出現率について、最も出現率が高い亜種である原名亜種で5％程度、リッキーやエクアトリアヌス、オキシデンタリスの場合は1％程度であろうと述べている。亜種リッキーの場合、ブルー発生率は100分の1とされる。ブルー個体は通常色のメス成虫から生まれ、ほとんどがオスであるとされるが、エクアドルでは野生のメスのブルー個体も観察されている。また上翅だけでなく、前胸背板も青白く変色した個体も確認されている。飯島和彦 (2017) は、輸入されたブルーヘラクレスの生体は総じて胸角の微毛がほとんど抜けている状態だったことから、そのような個体は長期間野外で活動している間に紫外線の影響で上翅のクチクラ層が破壊され、後天的な要因で上翅の色が変化したのではないかと考察しているが、自身の育成していた個体からも特殊な飼育方法をしていたわけではないにもかかわらずブルーヘラクレスとして羽化した個体がいたこと、またその個体の子供はすべて普通の個体だったことを報告している。